# Runendichtung
Unter Runendichtung versteht man jene Inschrifteninhalte in Runenschrift, die in Versform abgefasst sind. Die Runendichtung geht der lateinschriftlichen Fixierung des Stabreimverses, die im 8. Jahrhundert einsetzt, um drei Jahrhunderte voraus. Sie erstreckt sich vom 5. bis zum 14. Jahrhundert.
In Schweden und Norwegen finden sich die meisten Inschriften mit Runendichtungen. In Dänemark sind sie seltener und außerhalb Skandinaviens finden sich sehr wenige Zeugnisse. Insgesamt sind ca. 500 Zeilen überliefert.
Runeninschriften, die Strophen enthalten, sind beispielsweise auf dem Runenstein von Tune, dem Runenstein von Karlevi und dem Runenstein von Rök zu finden.